# 洗瓶
洗瓶（せんびん）はノズルのついた噴出式のボトルで、試験管やフラスコといった実験室のガラス器具等のすすぎに用いられる。多くは蒸留水を入れて用いるが、アセトンやエタノール等の溶媒を入れることもある。ポリエチレン製が主流だが、容器の溶出による汚染を懸念する顧客向けにガラス製も製作、販売されている（写真）。ボトル等を握って圧力をかけるとノズルから液が噴き出すので、これを洗浄対象にかけてすすぎを行う。洗瓶にアセトン等の引火性の有機溶媒を入れる場合、温度変化等によって漏れ出すので、湯沸器など火気の近くに放置してはならない。漏れ出しを防ぐ弁などの機構がついたものも多く市販されている。（もちろんその場合でも有機溶媒入りの洗瓶を火気に近づけるのはもってのほかである）

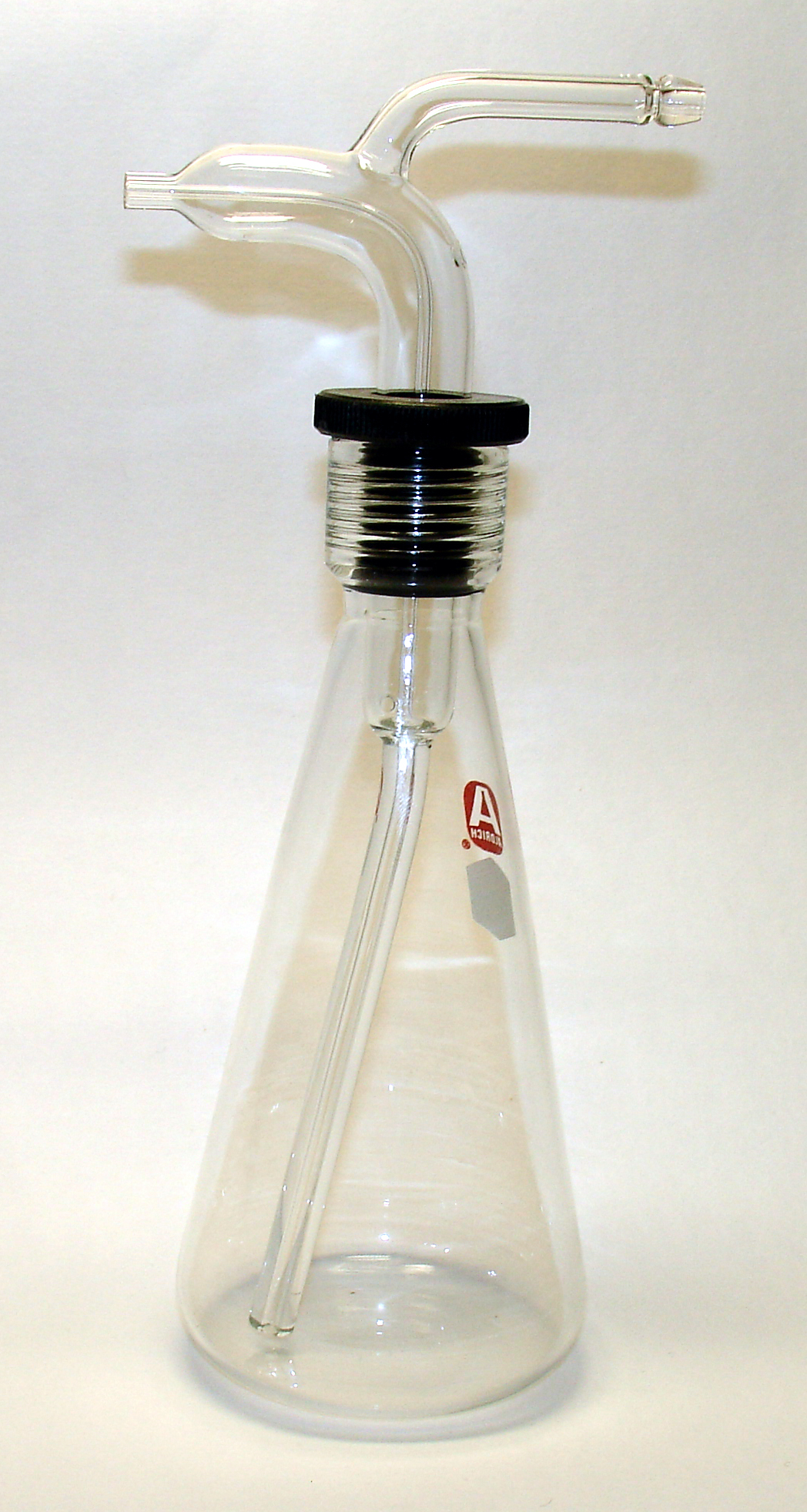
ガラス製

## カラーコード
企業研究所や大学の研究室において、洗瓶に入っている溶剤を容易に（視覚的に）識別するため、溶剤ごとに決まった色でラベル化した洗瓶容器を用いることがある。カラーコード化されたものや、カラー化に加えて薬品名も印字された瓶が市販されている（トップ画像参照）。カラーコードは容器製造元や、運用する研究室などにおいて異なる場合があるが、下表にも見られるように、すべてのパターンにおいて赤はアセトンである。青は蒸留水、緑はメタノールのパターンが多いが、標準的な白のボトルをエタノールもしくは蒸留水とするパターンなども知られている。なお、薬品名が記載されている容器の多くは、前述の漏れ出し防止機構を備えていない。カラーラベル化のみ施された漏れ出し防止洗瓶を用い、溶剤名は使用者が直接記載またはシール貼付することで、安全に、かつカラーコードの利便性を損なわずに運用することができる。
なお、化学系実験室では実験廃液の仕分けをポリタンクの色で行う場合があるが、洗瓶の配色とは異なるのが一般的である（廃液は金属含有の有無や、ハロゲンの有無で分類するが、洗瓶で用いるアルコールやアセトンは、C,H,Oだけからなるので、同じ廃液区分になることが多い）。
|                  | 最も標準的な配色 (右記8ブランド中) | サーモフィッシャー | サンプラテック | BRAND | KAUTEX | DURAN | ニッコーハンセン | vitlab | ナルゲン |
| ---------------- | ---------------------------------- | ------------------ | -------------- | ----- | ------ | ----- | ---------------- | ------ | -------- |
| アセトン         | 赤                                 | 赤                 | 赤             | 赤    | 赤     | 赤    | 赤               | 赤     | 赤       |
| 蒸留水           | 青（白）                           | 白                 | 青             | 白    | 青     | －    | 青               | 青     | 白       |
| メタノール       | 緑                                 | 緑                 | 緑             | 緑    | 橙     | 緑    | 緑               | 緑     | 緑       |
| エタノール       | 白                                 | 白                 | －             | 黄    | 緑     | 橙    | －               | －     | 白       |
| イソプロパノール | 黄                                 | 黄                 | 橙             | －    | 黄     | 青    | 黄               | 黄     | 黄       |